# Bertil Antonsson
Bertil Antonsson (* 19. Juli 1921 in Trollhättan; † 27. November 2006 ebenda) war ein schwedischer Ringer.

## Werdegang
Bertil Antonsson wuchs in seiner Geburtsstadt Trollhättan auf und gehörte während seiner gesamten Ringerlaufbahn dem „Trollhättans Athletklubb“ an. 1942 wurde er schwedischer Jugendmeister im Schwergewicht und startete eine große internationale Karriere als Ringer, die von 1946 bis 1958 andauerte. Er rang in beiden Stilarten, griech.-röm. und Freistil. Er gewann drei Weltmeister- und zwei Europameistertitel, konnte aber keinen Olympiasieg erringen. 1948 und 1952 musste er jeweils mit Silbermedaillen zufrieden sein.
Sein bemerkenswertester Sieg war der bei der Weltmeisterschaft 1953 in Neapel über den für die Sowjetunion startenden Esten Johannes Kotkas, der vorher über 10 Jahre lang ungeschlagen war. Für diese Leistung wurde er mit der Svenska-Dagbladet-Goldmedaille geehrt.
Bei den Olympischen Spielen 1956 schlug er auch den späteren Olympiasieger Anatoli Parfenow aus der UdSSR, unterlag aber gegen Adelmo Bulgarelli, Italien und Wilfried Dietrich aus Schifferstadt und musste sich mit dem 5. Platz begnügen.
Für Schweden rang Bertil Antonsson auch in vielen, zu seiner Zeit sehr beliebten Länderkämpfen. Hier einige seiner bemerkenswertesten Länderkämpfe: 1951 Sieger über Willi Liebern, Deutschland; 1953 Sieger über M. Ertek, Türkei; 1954 Sieger über Johannes Kotkas und Niederlage gegen Arsen Mekokischwili, beide Sowjetunion; 1955 Sieger über Alexander Masur, Sowjetunion; 1955 Sieger über Hamit Kaplan, Türkei; 1956 Sieger über Alexander Masur; 1958 Unentschieden gegen Iwan Bogdan, Sowjetunion; 1958 Sieger über Kalervo Rauhala, Finnland.
Bertil Antonsson war Feuerwehrmann in Trollhättan und lange Jahre Vorsitzender des dortigen Ringerclubs.

## Internationale Erfolge
| Jahr | Platz  | Wettbewerb               | Stil | Gewicht | Ergebnisse |
| 1946 | 1.     | EM in Stockholm          | F    | Schwer  | mit Siegen über Robert Herland, Frankreich, Josef Růžička, Tschechoslowakei, Mehmet Çoban, Türkei und Willy Lardon, Schweiz                                                                           |
| 1947 | 7.     | EM in Prag               | GR   | Schwer  | nach Niederlagen gegen Pauli Riihimäki, Finnland und Johannes Kotkas, UdSSR |
| 1948 | Silber | OS in London             | F    | Schwer  | mit Siegen über James Michael Armstrong, Australien, Sadık Esen, Türkei, Abolghasem Sakhdari, Iran und einer Niederlage gegen Gyula Bóbis, Ungarn                                                     |
| 1949 | 1.     | EM in Istanbul           | F    | Schwer  | mit Siegen über Natale Vecchi, Italien, Muharrem Candaş, Türkei und Saed Timuri, Iran |
| 1950 | 1.     | WM in Stockholm          | GR   | Schwer  | mit Siegen über Alois Kešnar, CSR, Pauli Riihimäki, Olaf Knudsen, Norwegen und Gyula Bóbis |
| 1951 | 1.     | WM in Helsinki           | F    | Schwer  | mit Siegen über Willy Lardon, Ahmad Vafadar, Iran, Adil Candemir, Türkei, Natale Vecchi und Pauli Riihimäki                                                                                           |
| 1952 | Silber | OS in Helsinki           | F    | Schwer  | mit Siegen über Kenneth Richmond, Vereinigtes Königreich, Adolfo Ramírez, Argentinien, Josef Růžička, İrfan Atan, Türkei, William Kerslake, USA und einer Niederlage gegen Arsen Mekokischwili, UdSSR |
| 1953 | 1.     | WM in Neapel             | GR   | Schwer  | mit Siegen über Süleyman Baştimur, Türkei, Willi Waltner, BRD, Josip Bajer, Jugoslawien, Josef Růžička, Antonios Georgoulis, Griechenland und Johannes Kotkas                                         |
| 1954 | 2.     | WM in Tokio              | F    | Schwer  | mit Siegen über İrfan Atan, Max Leichter, BRD, William Kerslake und einer Niederlage gegen Arsen Mekokischwili                                                                                        |
| 1955 | 2.     | WM in Karlsruhe          | GR   | Schwer  | mit Siegen über Hamit Kaplan, Türkei, Giuseppe Marcucci, Italien, Johannes Arts, Niederlande, Ferenc Fülöp, Ungarn, Josef Růžička und einer Niederlage gegen Alexander Masur, UdSSR                   |
| 1956 | 5.     | OS in Melbourne          | GR   | Schwer  | mit Siegen über Dale Lewis, USA und Anatoli Parfenow, UdSSR und Niederlagen gegen Adelmo Bulgarelli, Italien und Wilfried Dietrich, BRD                                                               |
| 1957 | 1.     | Adria-Cup in Opatija     | F    | Schwer  | vor Sosnowsky, Polen und Janos Reznak, Ungarn |
| 1959 | 4.     | Intern. Turnier in Split | GR   | Schwer  | hinter Wilfried Dietrich, István Kozma, Ungarn und Suleyman Bastimur, vor Hussein Mehmedow, Bulgarien und Baksaj, Jugoslawien                                                                         |
| 1960 | 7.     | OS in Rom                | F    | Schwer  | mit Siegen über Max Ordman, Südafrika und Max Widmer, Schweiz und mit Niederlagen gegen Sawkus Dscharasow, UdSSR und Wilfried Dietrich                                                                |

Erläuterungen
- F = freier Stil, GR = griechisch-römischer Stil
- OS = Olympische Spiele, WM = Weltmeisterschaft, EM = Europameisterschaft
- Schwergewicht, damals über 87 kg Körpergewicht

## Schwedische Meisterschaften
Bertil Antonsson war insgesamt 23 mal schwedischer Meister in beiden Stilarten.